# رشيد حراوبية
رشيد حراوبية (7 ديسمبر 1946-) وزير التعليم العالي والبحث العلمي الجزائري سابق.

## سيرته الشخصية والعلمية
ولد رشيد حراوبية يوم 7 ديسمبر 1946 في مدينة تاورة، ولاية سوق أهراس، الجزائر
متزوج وأب لأربعة أطفال، حاصل على عديد الشهادات الجامعية نذكر منها
- ليسانس في العلوم الفيزيائية
- شهادة الدراسات المعمقة
- دكتوراه في الكيمياء
- دكتوراه دولة في العلوم الفيزيائية.

## مناصبه

### العلمية والجامعية
تقلد عددا من الوظائف الجامعية والعلمية منها:
- أستاذ التعليم العالي بجامعة هواري بومدين للعلوم والتكنولوجيا بالجزائر العاصمة
- مدير جامعة هواري بومدين للعلوم والتكنولوجيا
- رئيس اتحاد الجامعات الإفريقية
- عضو الهيئة التنفيذية لجمعية الجامعات العربية
- عضو الجمعية الدولية للجامعات
- عضو المجلس التنفيذي للجامعات الإفريقية
- رئيس مجلس إدارة الوكالة الإفريقية للبيوتكنولوجيا.

### السياسية
تقلد عدد من المناصب السياسية الوطنية منها:
- وزير التعليم العالي والبحث العلمي الجزائر
- نائب بالمجلس الشعبي الوطني
- عضو الهيئة التنفيذية لحزب جبهة التحرير الوطني.

### مناصب أخرى
يرأس حاليا بصفته وزير للتعليم العالي والبحث العلمي، عن الجانب الجزائري:
- اللجنة المشتركة الجزائرية الصينية
- اللجنة المشتركة الجزائرية اليمينية
- اللجنة المشتركة الجزائرية الإيرانية
- اللجنة المشتركة الجزائرية الأرجنتينية